# 張茂清
張茂清（英語：Cheung Mau-ching），持有香港城市大學公共政策、管理及政治學(榮譽)學士學位，民主黨成員，前香港黃大仙區議會慈雲西選區議員。

### 區議會服務 （2020-2021）
- 區議會議員

- 社區建設及社會服務委員會委員

- 地區設施管理委員會委員

- 交通及運輸事務委員會委員

- 財政常務及經濟事務委員會委員

- 房屋事務委員會委員

- 食物環境衞生事務委員會委員

- 政府及公用機構工程計劃工作小組成員

- 慈雲山交通工作小組成員

## 外部鏈結
facebook專頁：張茂清 Cheung Mau Ching ‧ 變革慈雲山 
Telegram Channel: 張茂清 Cheung Mau Ching